# Burgstall Seeon

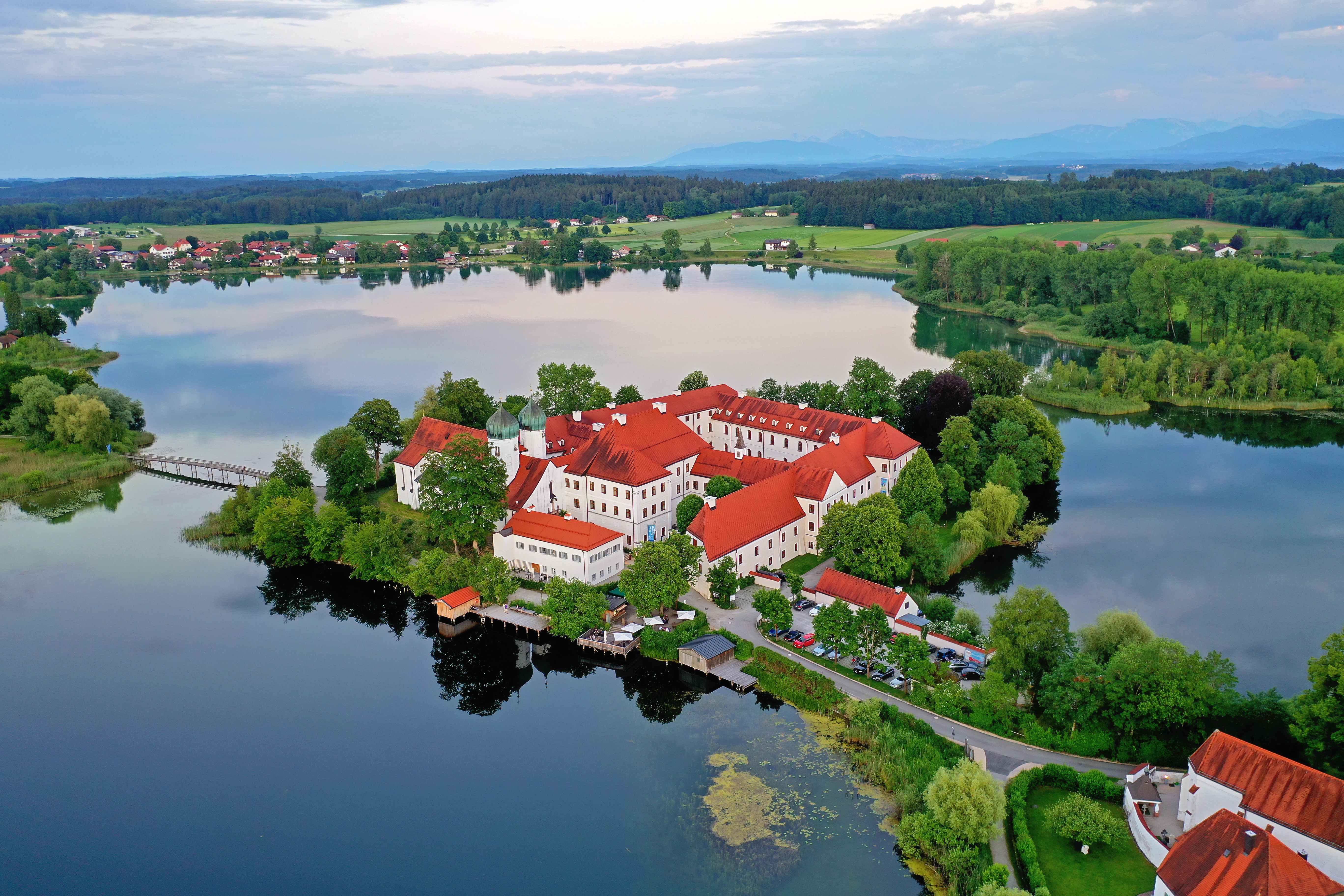
Klosteranlage Seeon

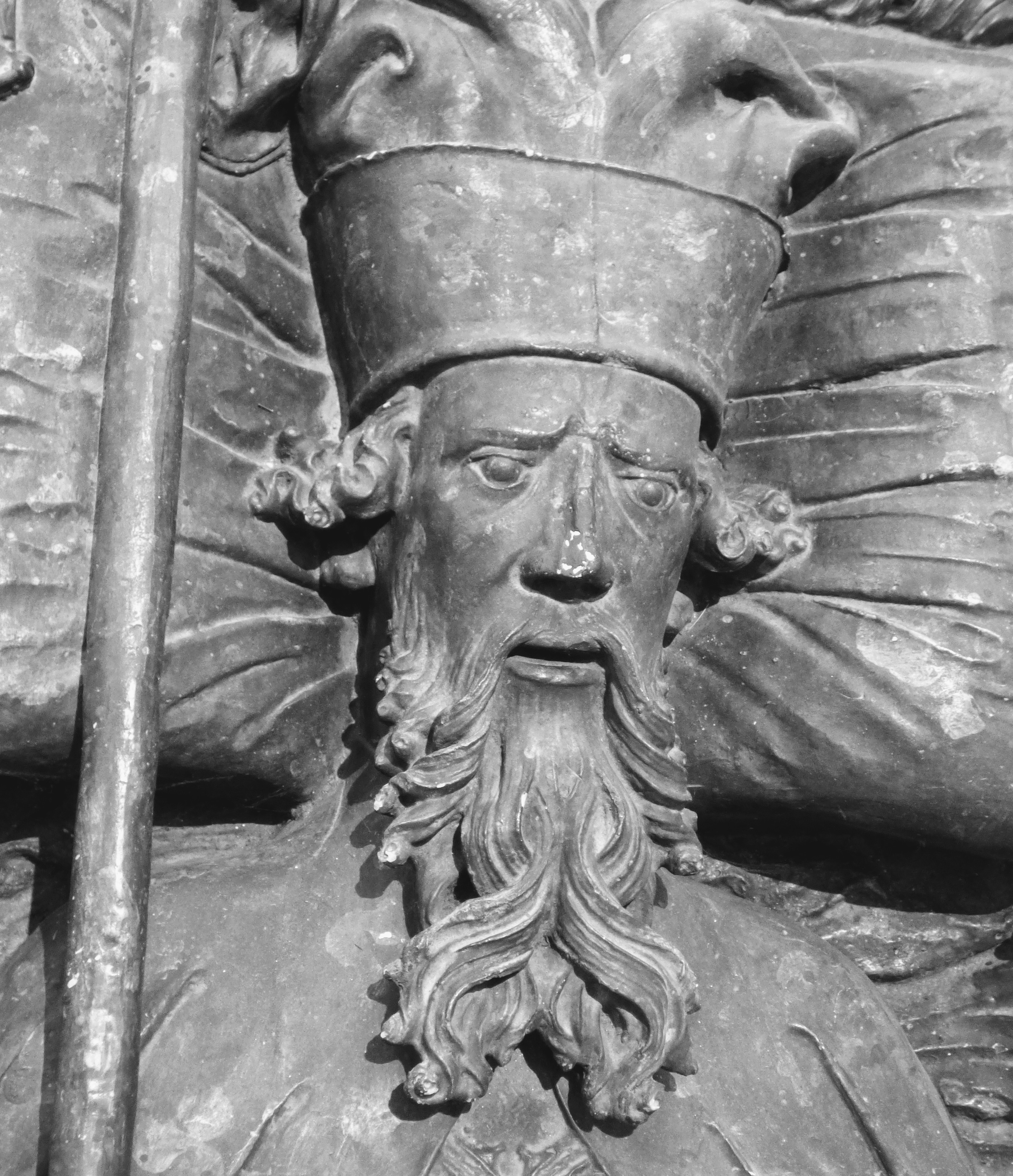
Pfalzgraf Aribo I.

Der Burgstall Seeon ist eine abgegangene frühmittelalterliche Wasserburg in Klosterseeon, einem Gemeindeteil der Gemeinde Seeon-Seebruck im Landkreis Traunstein in Bayern. „Untertägige mittelalterliche und frühneuzeitliche Befunde im Bereich von Kloster Seeon sowie der Kath. Pfarr- und ehem. Klosterkirche St. Lambert und ihrer Vorgängerbauten“ werden als Bodendenkmal unter der Aktennummer D-1-8040-0276 geführt.

## Geschichte
Der Burgstall Seeon war eine Gründung der Aribonen. Bereits im Jahr 994 wurde die Burg von dem Pfalzgrafen Aribo I. und seiner Ehefrau Adala zur Gründung eines Klosters an die Benediktiner übergeben. Die einstige Burg ist vollständig durch das Kloster Seeon überbaut.